# TIP TV
TIP TV je česká televizní stanice, která se zabývá prodejem knih a esoterikou.

## Historie
Původní TIP TV zahájilo testovací vysílání v multiplexu 3 dne 26. dubna 2013, řádné vysílání pak 6. května. Vysílání však za necelé dva měsíce, 1. července 2013, skončilo kvůli odchodu investora Radima Pažouta. Televize byla poté dostupná na internetu, v satelitním vysílání a regionálních sítích, případně kabelové televizi.
Obnovené pozemní vysílání, z finančních důvodů již jen regionální, zahájila televize 1. července 2014 pořadem Vědmy radí ve 12:10–14:10 a 23:25–03:20. Od 3. srpna přidala do vysílání pořad Knihotip, který vysílá od 03:20–12:10 a 14:10–23:25.

## Pořady televize
- Interaktivní pořady (soutěže, ...)
- Esoterické pořady (Vědmy radí)
- Knihotip
- Lifestyl
- Regionální zpravodajství